# Boromea
Boromea – imię żeńskie, pochodzące od nazwiska św. Karola Boromeusza. Jego patronką jest bł. Maria Boromea (Weronika Narmontowiz), siostra nazaretanka, wspominana razem z bł. Marią Stellą i innymi towarzyszkami. Męski odpowiednik to Boromeusz.
Boromea imieniny obchodzi 4 września.